# Kopanós (Imathie)
Kopanós (grec moderne : Κοπανός) est une ville située dans le dème de Náoussa, dans le district régional d'Imathie, dans la periphérie de Macédoine-Centrale, en Grèce.
Selon le recensement de 2011, elle compte 1 853 habitants.